# Kittelfjäll
Kittelfjäll (sydsamiska: Stoere Giemnie eller Tjiehtele) är en vintersportort i Lappland, nio mil nordväst om Vilhelmina i Västerbottens län. SCB avgränsade bebyggelsen 2015 och åter 2023 till en småort med en växande mängd fritidsbebyggelse med omkring 1 400 privata fastigheter och omkring 700 uthyrningsbara kommersiella bäddar.
Kittelfjälls första nybygge etablerades av Lars Larsson och hans hustru Anna Gustafsdotter från Dalarna som år 1815 fick tillstånd att bosätta sig i området.

## Näringsliv och turism

### Skidanläggning
Kittelfjäll är känd för sina omfattande möjligheter till skidåkning, särskilt offpist. Skidanläggningen ligger på sydöstra sidan av det branta Kittelfjället vars topp når 1 225 meter över havet. Skidområdet består av naturligt formade raviner och erbjuder 40 nedfarter genom glesa björkskogar och böljande åsar. Förutom offpiståkning finns det även ett brett utbud av preparerade nedfarter som passar både nybörjare och mer avancerade skidåkare. Skidområdet inkluderar specifika områden för barn, där de kan träna balans och motorik, samt en funpark kallad Central Park, som erbjuder en blandning av hopp, rails och boxar för jibbing.
I byn finns även belysta elljusspår för längdskidåkning på 3,5 kilometer samt ett spår på 5 kilometer med möjlighet till extra slingor. Under våren dras även Fjällspåret uppe på kalfjället.

### Handel och restauranger
Coop Nord tog år 2022 över matbutiken Handlar’n i Kittelfjäll. Övertagandet inkluderade en utbyggnad av butikslokalen, vilket fördubblade ytan till totalt 334 kvadratmeter, varav 220 kvadratmeter är säljyta. Investeringen omfattade 6,4 miljoner kronor i nya butiksinventarier. Butiken möjliggör också att kunder kan handla även när butiken är obemannad.
Utöver matbutik finns det flera företag som bedriver restaurang-, hotell- och pubverksamhet samt vandrarhem och stuguthyrning. Det finns även serviceföretag som erbjuder tjänster som snöröjning och städning. Flertalet av dessa företag samarbetar också med lokala aktörer för att erbjuda aktiviteter som skoterturer, heliskiing och andra friluftsaktiviteter för lokalbor och turister.

### Aktiviteter och sevärdheter
Kittelfjäll är främst känd för sina utomhusaktiviteter. Under sommaren erbjuder området möjligheter till fjällvandringar, fiske och cykling på natursköna vägar. Vojmån är särskilt populär för harrfiske och fångst av stora öringar. Det finns även små sjöar och bäckar i området som erbjuder bra ädelfiske. På vintern finns möjligheter för toppturer, längdåkning, skoteråkning och vinterfiske.
I Kittelfjäll finns centralt belägna boenden med närhet till byns aktiviteter, restauranger och nöjen. Det finns även boendealternativ i Grönfjäll och Henriksfjäll samt natursköna övernattningsställen i övre Vojmådalen. Kulturella sevärdheter inkluderar den gamla kyrkan i Dikanäs och det lokala bygdemuseet. Besökare kan även utforska samevisterna och vojmåstigen för att lära sig mer om lokal flora och dess användning. Sagavägen erbjuder en resa genom historiska platser, inklusive Silisens sameviste och bygdemuseet i Henriksfjäll, som ger insikt i nybyggarkulturen och livet i fjällbygden.

### Föreningar
Kittelfjälls Skoterförening bildades 2006 för att underhålla och utveckla skoterleder i Kittelfjällsområdet. Föreningen ansvarar för 26 mil leder och finansieras genom medlemsavgifter, ledbevisförsäljning, sponsring och bidrag. Med sina två pistmaskiner och fem ledskotrar underhåller de lederna.
Övre Vojmådalens Bygdeförening arbetar för att utveckla byarna i området och anordnar evenemang för både invånare och besökare. Under sommaren driver föreningen ett café som serverar fika och våfflor, samt arrangerar loppmarknader och midsommarfirande. De hyr även ut bygdegården samt bastu. 

## Historia

### Första bosättarna
Lars Larsson, även känd som Överste Lasse för sitt avstånd från resten av socknen, var en dalkarl som tillsammans med sin hustru Anna Gustafsdotter från Brindoset i Äppelbo ansökte om tillstånd att etablera ett krononybygge vid Kittelsfjället i Vojmådalen. Ansökan skickades till Kunglig Maj:ts Befallningshavande (K.B.), och en syneförrättning av platsen genomfördes sommaren 1814. Även om det ursprungliga syneprotokollet sedermera har försvunnit, är det känt från senare dokument att gårdsstället och åkermarken för det planerade nybygget låg nedanför den sydöstra sluttningen av Kittelsskalet, i sänkan mellan storfjället och fjällutskottet Leminjesåje (sydsamiska: Lebnjiesnjuenie).
Den 22 augusti 1815 beviljade K.B. detta nybygge till Lars Larsson, som blev antagen som första åbo på platsen. För att underlätta etableringen av nybygget beviljades en skattefrihet på 30 år. År 1846 skattlades nybygget till ett kronohemman vid namn Kittelsfjäll. Innan nybygget officiellt utsynades hade Larsson redan bosatt sig där och byggt en stuga med ett rum samt ett fähus nedanför Kittelfjällsskalet. Hans närmaste grannar fanns då i byn Tresund, men 1815 fick han en närmare granne i Dikanäs, cirka 2,5 mil bort.
Familjen levde under goda förhållanden. Området runt gården var rikt på frodigt gräs, vilket gjorde det möjligt att samla in tillräckligt med foder för att föda upp flera kor och ett par hästar. Sjöarna i närheten erbjöd rikliga mängder fisk, och fjällsluttningarna var hem för många ripor, som kunde jagas under hela vintern. Det sociala livet på gården var livligt, och besökare blev alltid väl mottagna.
Efter Lars Larssons död i en drunkningsolycka den 31 maj 1828 övertog hans hustru Anna Gustafsdotter åborätten. Hon överlät denna rätt skriftligen till sina barn Lars Larsson, Gustaf Larsson och Maria Larsdotter. Gustaf sålde sin tredjedel av nybygget till Nils Jakob Jakobsson från Tresund, som senare bytte bort delen till Nils Petter Johansson från Nästansjö. Johansson sålde sin del vidare till Johan Gustaf Persson Vesterlund från Dikanäs. Vesterlund, som var änkeman vid sin flytt till Kittelfjäll, gifte sig senare med Maria Larsdotter och erhöll därigenom den andra tredjedelen av Kittelfjäll. Vesterlund sålde sedan denna del vidare till Jon Hansson från Rönnäs. År 1851 ägdes hemmanet i Kittelfjäll av tre bönder.

## Geografi

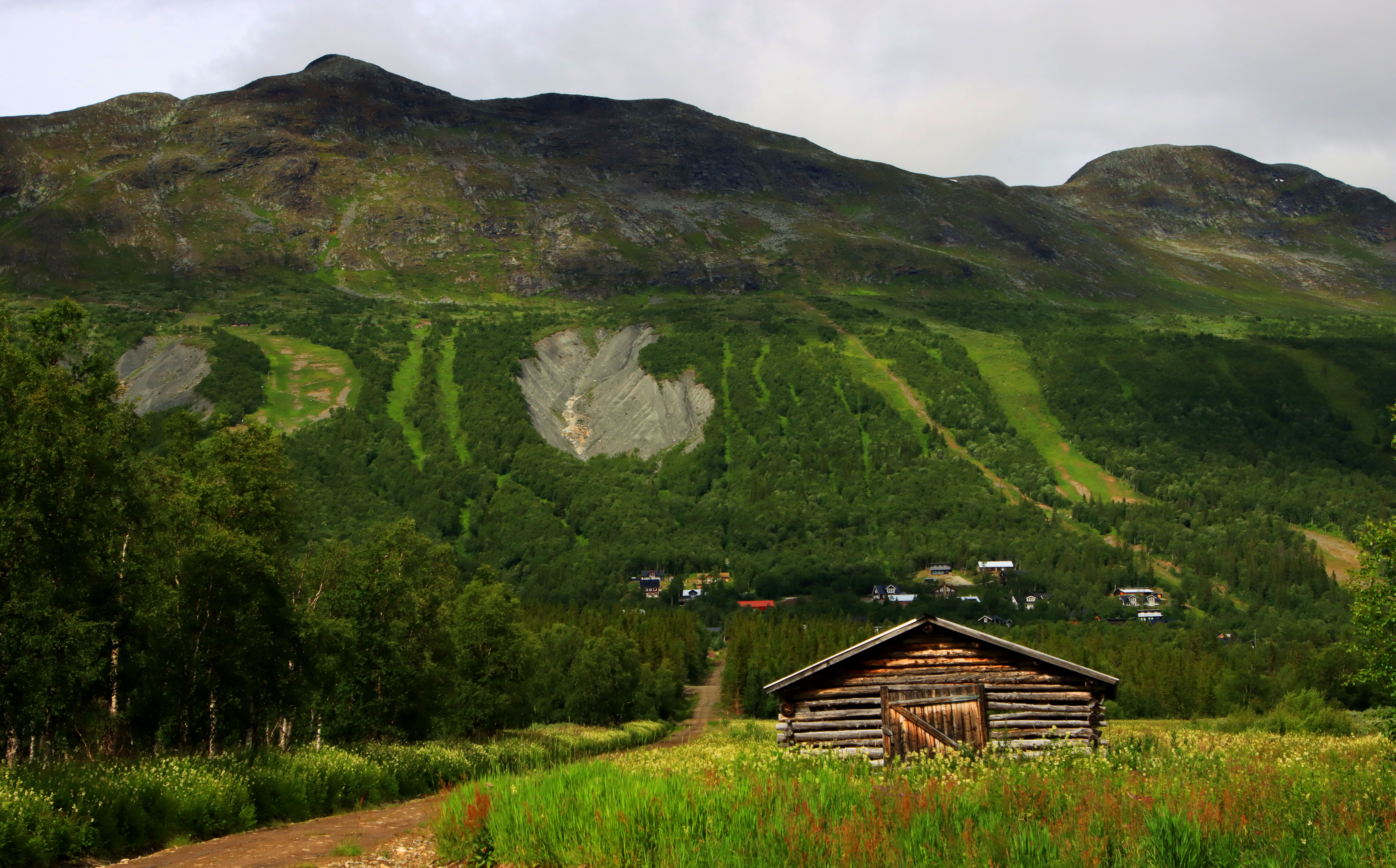
Kittelfjäll (2020) med skidanläggningen i bakgrunden.

### Kittelfjället
Kittelfjället och Fågelfjället är belägna i en dalgång som erbjuder en påtaglig vildmarkskänsla. Området är ett populärt utflyktsmål, särskilt under vårvintern då det lockar skoteråkare. På Kittelsjöarna bedrivs snökiting, medan Fågelfjällets sydsluttning är populär för skid- och pulkaåkning. Laviner är ett känt fenomen på Fågelfjället, och det finns inga allmänna leder för vandring eller skidåkning till området.
Kittelfjället är känt för sina storslagna vyer över fjällmassivet och är populärt för offpiståkning. Under vintern finns skidliftar med flera nedfarter och en toppstuga. Fjällets branta sluttningar lockar även klättrare och skärmflygare. Det finns preparerade längdskidspår och sommartid två stigar som passerar ravinerna. Vandring längs fjällkammen leder till fjällets södra och norra toppar, 1 217 m.ö.h., och den norra toppen, 1 231 m.ö.h., med utsikt över Vojmådalen, Girifjället och Marsfjället.
En annan vandringsmöjlighet är att följa Kittelfjällskammen västerut mot Lebnjiesnjuenie. En utmaning sommartid är klätterleden Via Ferrata, som ligger utanför naturreservatet och kräver klätterutrustning. Leden mellan Kittelfjäll och Grönfjäll är en lätt vandrings-, skid- och skoterled genom skog med vackra vyer. Terrängcykling är också populärt längs denna sträcka. Skidåkare kan ta liften upp på Kittelfjället och följa fjällsidan österut till skoterleden, som fortsätter mot Henriksfjäll. Leden går genom gammal granskog med ett trolskt intryck.

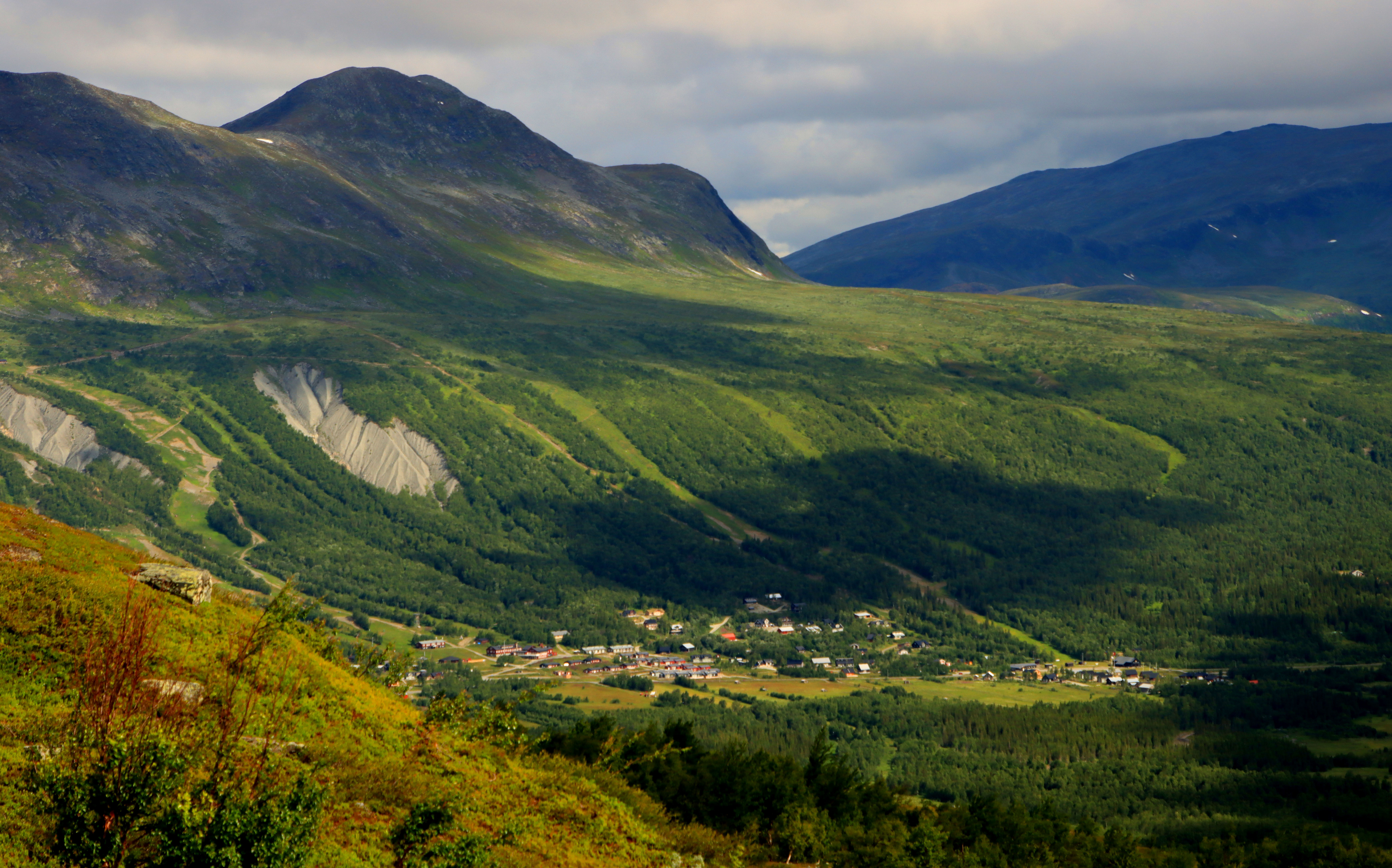
Överskådlig bild av Kittelfjäll och skidbackar (2020).

Kittelfjällets branta sluttningar har flera djupa raviner i det tjocka moräntäcket, där flera är aktiva med skred och slamströmmar. Den största ravinen bildades vid ett stort jordskred år 1909. Mindre delar av dessa raviner ligger inom Södra Gardfjällets naturreservat. Vintertid används ravinerna som populära nedfarter från Kittelfjällets liftsystem. På de högre belägna fjällplatåerna har inlandsisen inte lämnat moränmaterial, utan endast transporterat bort vittringsprodukter från markytan.
Området är känt för sin lössnöåkning på torr pudersnö. Inom naturreservatet varierar nederbördsmängd och snötäckets tjocklek kraftigt, vilket beror på områdets topografi och väderförhållanden som vindstyrka och vindriktning. Kittelfjället och Grönfjället är också områden kända för sin unika flora, där kalkgynnade arter som fjällsippa, grönbräken, hårstarr, kal fjällarv och nätvide trivs. Trots den kalkrika miljön finns även kalkskyende arter som krusbräken i dessa områden.

### Vojmån
Vojmån är ett oreglerat källflöde till Ångermanälven i Sverige. Den flyter genom en dalgång mellan Kittelfjället och Borkafjället, som är känd för att vara en av landets mest framträdande genombrottsdalar. Borkafjällets topp når 1310 meter över havet och reser sig cirka 800 meter över Borkasjöns yta. Området präglas av dramatiska landskap med talusbranter vid fjällets stup. Floden rinner genom Borkasjön och fortsätter österut förbi Kittelfjäll, där stora och djupa raviner har formats i ett täcke av finkornig morän. Vojmån omges av frodig högörtvegetation, inklusive arter som nordisk stormhatt och tolta. Söder om älven, vid byn Kittelfjäll, finns kullar med mineralet serpentin, vilket ger upphov till en unik flora med gles och låg serpentintallskog. Området kring Kittelfjäll har också ett betydande odlingslandskap av kulturhistoriskt värde.

## Klimat
Kittelfjäll har ett subarktiskt klimat karaktäriserat av långa, kalla vintrar och korta, svala somrar. Den lägsta uppmätta temperaturen i Kittelfjäll (Station Gielas A mellan år 2014 och 2024) är -41,7°C (Januari 2024) och den högsta 28,7°C (Juli 2018).
Ett nederbördsrekord för året inom Vilhelmina kommun sattes den 2 augusti 2023 i Kittelfjäll, där 44 millimeter regn uppmättes under ett dygn. Detta är dock inte den högsta mängden nederbörd som registrerats i området. Den 24 juli 2009 uppmättes 66,2 millimeter regn, vilket fortfarande är det gällande rekordet för orten.
Området är känt för sin lössnöåkning på torr pudersnö. Inom naturreservatet varierar nederbördsmängd och snötäckets tjocklek kraftigt, vilket beror på områdets topografi och väderförhållanden som vindstyrka och vindriktning. Hårda vindar över 20 m/s är vanliga. År 2017 uppmättes vindar på 47 m/s i Kittelfjäll.

## Kittelfjäll på TV
Duell i Kittelfjäll var ett inslag i SVT-programmet "Det kommer mera", med tävlingar som spelades in i Kittelfjäll under sommaren 1994.

## Personer med anknytning till orten
- Bengt Erik Grahn (1941–2019), svensk alpin skidåkare, känd för att ha vunnit sex individuella SM-guld och för att ha varit Sveriges bästa slalomåkare under 1960-talet.[28]